# Joseph Cornell
Joseph Cornell (24 de diciembre de 1903-29 de diciembre de 1972) fue un pintor y escultor estadounidense, uno de los pioneros y exponentes más destacados del denominado arte del assemblage. Recibió influencias de los surrealistas, y además fue un cineasta experimental del vanguardismo.

## Biografía
Joseph Cornell nació en Nyack, Nueva York; su padre era Joseph Cornell, un acomodado diseñador y comerciante de telas, su madre, Helen TenBroeck Storms Cornell, era maestra de jardín de infantes. Joseph tenía tres hermanos, Elizabeth (n. 1905), Helen (n. 1906), y Robert (n. 1910). Sus dos padres provenían de familias socialmente prominentes de raíces neerlandesas, asentadas desde hacía mucho tiempo en el estado de Nueva York. A inicios de 1958, Joseph Cornell sufrió un accidente automovilístico que lo dejó con capacidades reducidas.

## Escultura ycollage
Las obras más características de Cornell eran conjuntos de objetos contenidos en cajas. Los mismos consisten en cajas simples, por lo general con un vidrio en su frente, dentro de ellas que ordenaba una colección sorprendente de fotografías o bric-à-brac victorianos, de forma de combinar la austeridad formal del constructivismo con la fantasía del surrealismo. Muchas de sus cajas, tales como la famosa caja Medici Slot Machine, son interactivas y han sido concebidas para ser manipuladas.
Al igual que Kurt Schwitters, Cornell podía crear poesía a partir de temas cotidianos. Sin embargo, a diferencia de Schwitters, él no estaba fascinado con lo descartado o basura, pero sí por los fragmentos de objetos que una vez fueron hermosos y preciosos y que encontraba en sus frecuentes búsquedas por las librerías y tiendas de artículos de segunda mano de Nueva York. Sus cajas se basaban en la técnica surrealista de yuxtaposición irracional y en las evocaciones a la nostalgia. Aunque Cornell admiraba las obras y técnicas de los surrealistas como Max Ernst y René Magritte, él nunca se consideró un surrealista; abdicó de la «magia negra» de los surrealistas, proclamando que él solo deseaba realizar magia blanca con su arte. La fama de Cornell como un importante surrealista norteamericano le permitió frecuentar a varios miembros del movimiento surrealista cuando se establecieron en Estados Unidos huyendo de la Segunda Guerra Mundial. Posteriormente sería aclamado como el heraldo del arte pop y el arte de instalaciones.
Además de crear cajas y collages planos y rodar cortometrajes de arte, Cornell tenía un sistema de clasificación de 160 informes documentales visuales sobre temas que le interesaban; estos servían de depósitos de los que motivó datos y inspiración para cajas como el retrato de las «máquinas tragaperras» de Lauren Bacall. No tenía formación académica en el arte, aunque estudiaba sumamente bien y se familiarizaba con el escenario del arte desde la década de 1940 hasta la de 1960.
Cornell estaba influido por los trascendentalistas estadounidenses, las jóvenes aspirantes a estrellas de Hollywood (a los que les envió cajas para dedicarles), los simbolistas franceses tales como Stéphane Mallarmé y Gérard de Nerval, y grandes bailarinas de ballet del siglo XIX tales como Marie Taglioni y Fanny Cerrito.
A Cornell también lo cautivaban las aves y por esta razón creó los «Aviarios» a mediados de la década de 1940 y principios de 1950, en los cuales combinó imágenes muy coloridas de aves contra fondos blancos y fríos.

## Películas experimentales
La película realizada por Cornell de collage de trozos encontrados de 1936 titulada Rose Hobart fue realizada pegando pedazos de viejos trozos de película que Cornell había encontrado en unos depósitos en Nueva Jersey, en su mayoría parte de una película clase 'B' de 1931 titulada East of Borneo. Cornell tocaba la composición de Nestor Amaral titulada, «Vacaciones en Brasil» durante sus esporádicas proyecciones, como también era dado a proyectar la película a través de un trozo de vidrio azul o un filtro, con lo que le otorgaba a la película una apariencia de sueño. Concentrándose en los gestos y expresiones de Rose Hobart (la estrella de la película original), este montaje de ensoñación que realiza Cornell parece existir en una forma que flota hasta la toma más sorprendente de la película que se encuentra al final de la misma, cuando se sobreimprime la filmación de un eclipse solar con una bola blanca que cae, en cámara lenta dentro de una puleta con agua.
Cornell estrenó la película en la Galería Julien Levy en diciembre de 1936 durante la primera exhibición surrealista en el Museum of Modern Art en Nueva York. Salvador Dalí, que se encontraba en Nueva York participando de la apertura del MoMA, concurrió a su primera proyección. Durante la proyección, Dalí se enojó mucho con la película de Cornell, diciendo que él había tenido la misma idea de combinar técnicas de collage collage para filmar. Luego de la proyección, Dalí le hizo notar a Cornell que debería concentrase en fabricar cajas y en no realizar más películas. Traumatizado por este evento, Cornell que era de naturaleza tímida, prácticamente no volvió a exhibir sus películas.
Joseph Cornell continuó experimentando con películas hasta su muerte en 1972. Mientras que sus primeras películas eran a menudo collages de películas cortas, sus trabajos posteriores incluían escenas y material que había sido filmado expresamente para él por directores de cine profesionales que colaboraban con él. Estas películas posteriores a menudo se ambientaban en los vecindarios y puntos favoritos de Cornell en la ciudad de Nueva York: Mulberry Street, Bryant Park, Union Square Park, y el Ferrocarril elevado de la Tercera Avenida.
En 1969 Cornell cedió una colección a los Archivos de películas antológicas de la ciudad de Nueva York, que incluía películas de su autoría y de otros realizadores.

### Filmografía
- Rose Hobart (1936)
- Children's Party (c. 1940)
- Cotillion (c. 1940)
- The Midnight Party (c. 1940)
- The Aviary (1955)
- Gnir Rednow (1956) (made with Stan Brakhage)
- Mulberry Street (1957)
- Boys' Games (1957)
- Centuries of June (1955) (made with Stan Brakhage)
- Nymphlight (1957)
- Flushing Meadows (c. 1965)
- A Legend for Fountains (1957-1965)
- Bookstalls (???)
- By Night with Torch and Spear (1979).